# Ovularia malorum
Ovularia malorum är en svampart som beskrevs av Cooke 1886. Ovularia malorum ingår i släktet Ovularia och familjen Mycosphaerellaceae.   Inga underarter finns listade i Catalogue of Life.